# Classe Erinomi
Le navi della classe Erinomi sono una serie di corvette lanciamissili che hanno prestato servizio presso la marina militare nigeriana dal 1980 al 2007, risultando attualmente in posizione di riserva.

## Storia
Nell'aprile del 1975 la marina militare della Nigeria ordinò al cantiere navale Vosper Thornycroft di Portsmouth. Gran Bretagna, una serie di due corvette lanciamissili, designate Vosper Mk.9,  derivate dalle precedenti classe Dorina, o tipo Vosper Thornycroft Mk.3. Le due unità divennero note come classe Ippopotamo, in quanto i loro nomi comprendevano la parola ippopotamo nelle lingue locali seguita da un altro termine.

## Caratteristiche tecniche
Le unità classe Erinomi erano lunghe 69,0 m, larghe 9,6 m, e con un pescaggio di 3,0 m. Il dislocamento 850 tonnellate a pieno carico. Lo scafo era dotato di pinne stabilizzatrici. L'apparato propulsore era composto da  4 motori diesel MTU 20V956 TB92 che agivano su due assi. La potenza erogata era pari a 17.600 hp (13.125 kW), che permetteva di raggiungere una velocità massima di 27 nodi. L'autonomia massima di 2.200 miglia nautiche alla velocità di 14 nodi.  L'armamento era composto da un cannone d.s. OTO-Melara Compatto calibro 76/62 mm, con 750 colpi in dotazione, un cannoni antiaerei Bofors calibro 40/70 mm, due cannoni a.a. Oerlikon GAM B-01 cal.20/90 mm, 1 lanciatore quadruplo per missili superficie-superficie Short Seacat (con 15 missili in dotazione),  e un lanciabombe antisommergibile quadruplo Bofors M50 da 375 mm con 25 armi in dotazione. La dotazione elettronica comprendeva un radar di ricerca di superficie Plessey ASW-2, un radar di navigazione Decca TM 1226, un radar di direzione del tiro Hollandse Signaalapparaten (HSA) WM-24, un sistema ESM Cutlass, 2 lancia chaff/flares Protian, e un sonar di scafo Plessey PMS-26 operante sulla frequenza di 10 kilohertz.  L'equipaggio della nave era composto da 90 tra ufficiali, sottufficiali e marinai.

## Impiego operativo
La NNS Erinomi (pennant number F-83), venne impostata il 14 ottobre 1975, varata il 20 gennaio 1977, ed entrò in servizio il 29 gennaio 1980. Nel 1979, mentre era in cantiere, l'altezza del fumaiolo venne aumentata. Tolta dal servizio di pattugliamento nel 1993, a causa dei continui guasti registrati, tra il 1994 e il 1995 fu sottoposta a refitting in un cantiere navale di Lagos, che la rese nuovamente idonea alla navigazione in alto mare, anche se alcuni dei sistemi di bordo non erano operativi. Nel dicembre 1995 partecipò ad una esercitazione navale, ma poi lasciò raramente il porto fino al 1997. Dopo aver ricevuto alcuni piccoli lavori di ammodernamento che le permisero di riprendere i pattugliamenti, l'unità fu messa nuovamente fuori servizio nel 2007.
La seconda unità,  NNS Enyimiri (pennant number F-84), venne impostata nel febbraio 1977, varata il 9 febbraio 1978 e messa in servizio il 2 maggio 1980. Nel 1979, mentre si trovava in allestimento, l'altezza del fumaiolo venne aumentata. Nel 1992 fu tolta dal servizio di pattugliamento, e nel 1996 versava in pessime condizioni. Nel 2000 un importante refitting cui venne sottoposta le permise d lasciare nuovamente il porto, sebbene con la maggior parte dei sensori e alcune armi non funzionanti. Il 22 dicembre 2004 la Enyimiri fu vittima di una massiccia esplosione in sala macchine che provocò la morte di un membro dell'equipaggio, il ferimento di circa 12 marinai, e gravi danni alla nave. Riparata rientrò in linea nel 2007.

## Unità
| Nome     | Pennant number | Stato       | Cantiere navale                 | Impostazione    | Varo            | Ingresso in servizio |
| -------- | -------------- | ----------- | ------------------------------- | --------------- | --------------- | -------------------- |
| Erinomi  | F-83           | Sconosciuto | Vickers Thornycroft, Portsmouth | 14 ottobre 1975 | 20 gennaio 1977 | 29 gennaio 1980      |
| Enyimiri | F-84           | in servizio | Vickers Thornycroft, Portsmouth | febbraio 1977   | 9 febbraio 1978 | 2 maggio 1980        |

### Fonti
1. 1 2 3 4 5 6 7 8 9 10  Navypedia.
2. 1 2 3 4 5  Avery 1992, p. 177.
3. 1 2 3 4 5 6  Avery 1992, p. 176.
4. ↑  Cowin, p. 138.